# Матвиенко, Дмитрий Александрович
Дми́трий Алекса́ндрович Матвие́нко (укр. Дмитро Олександрович Матвієнко; род. 25 мая 1992, Саки, Республика Крым) — украинский футболист, защитник

## Биография
Воспитанник сакского футбола и академии донецкого «Олимпика». Тренер в донецкой команде — В. А. Авдеев. Во время обучения играл на позициях правого и центрального полузащитника, а также центрального и левого защитника. Со временем основной позицией на поле стало место правого защитника.
После завершения обучения играл во второй лиге за донецкий «Олимпик». В 2010 году по рекомендации своего сакского тренера был приглашён на просмотр в «Таврию». После просмотра Матвиенко был зачислен в дубль симферопольцев. 26 апреля 2013 года в игре против полтавской «Ворсклы», выйдя на поле на 83 минуте вместо Максима Фещука, дебютировал в Премьер-лиге. До конца сезона ещё несколько раз появлялся на поле, сыграв полный матч лишь в последнем туре против «Зари». По ходу первой половины сезона 2013/14 не смог зарекомендовать себя: лишь шесть раз включался в заявку на матчи Премьер-лиги, проведя на поле лишь 90 минут в матче Кубка Украины против второлигового «Славутича». Зимние сборы провёл с главной командой, после чего весной сыграл в её составе ещё несколько матчей. Всего в высшем дивизионе провёл 10 игр. Покинул команду летом 2014 года после того, как «таврийцы» прекратили своё существование.
31 июля 2014 года стал игроком молдавского «Тирасполя». В декабре того же года покинул молдавский клуб. В январе 2015 года агент футболиста Вадим Шаблий предложил ему поработать на сборах с мариупольским «Ильичёвцем». По результатам сборов клуб был готов заключить с футболистом контракт, но не смог предложить ему зарплату на уровне тираспольской.
29 июня 2018 года после трёх лет выступлений за клуб «Евпатория» перешёл в ФК «Севастополь». 19 июля 2023 года покинул клуб в связи со сменой места жительства. 23 июля перешел в «Таврию» выступающую в премьер-лиге КФС

## Семья
Брат Николай тоже профессиональный футболист.